# Montaimont
Montaimont là một xã thuộc tỉnh Savoie trong vùng Rhône-Alpes ở đông nam nước Pháp. Xã này nằm ở khu vực có độ cao từ 676-2815 mét trên mực nước biển.